# Krusboda
Krusboda est une communauté urbaine de la ville de Stockholm.

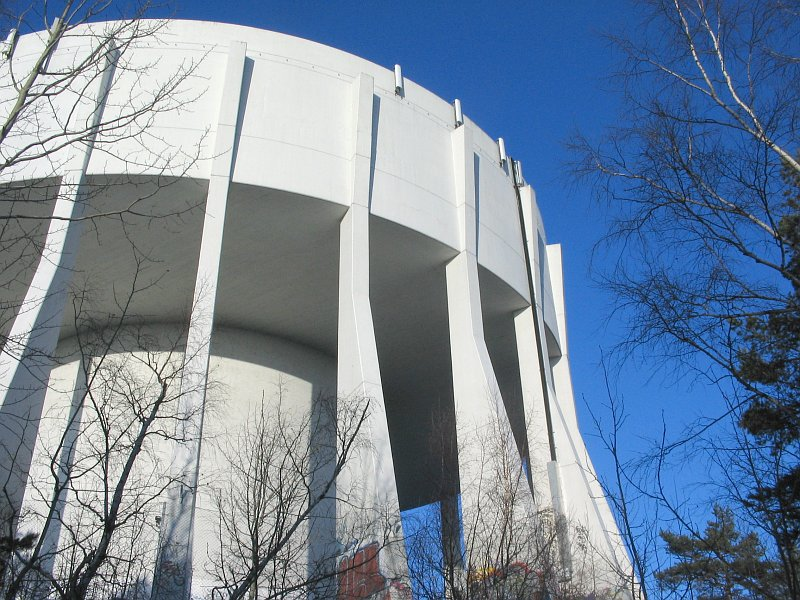
Château d’eau à Krusboda